# ماتيوس زاشارا
ماتيوس زاشارا (بالبولندية: Mateusz Zachara)‏ (27 مارس 1990 بتشيستوخوفا في بولندا - ) هو لاعب كرة قدم بولندي في مركز الهجوم. شارك مع منتخب بولندا لكرة القدم. أما مع النوادي، فقد لعب مع غورنيك زابجه وفيسوا كراكوف ونادي هينان جيانيي وراكو شيستوشوفا وGKS Katowice ‏.

## وصلات خارجية
- ماتيوس زاشارا على موقع قاعدة بيانات كرة القدم.إي يو (الإنجليزية)
- ماتيوس زاشارا على موقع ناشيونال فوتبول تيمز (الإنجليزية)
- ماتيوس زاشارا على موقع Soccerway.com (الإنجليزية)